# 케빈 맥도널드 (영화 감독)

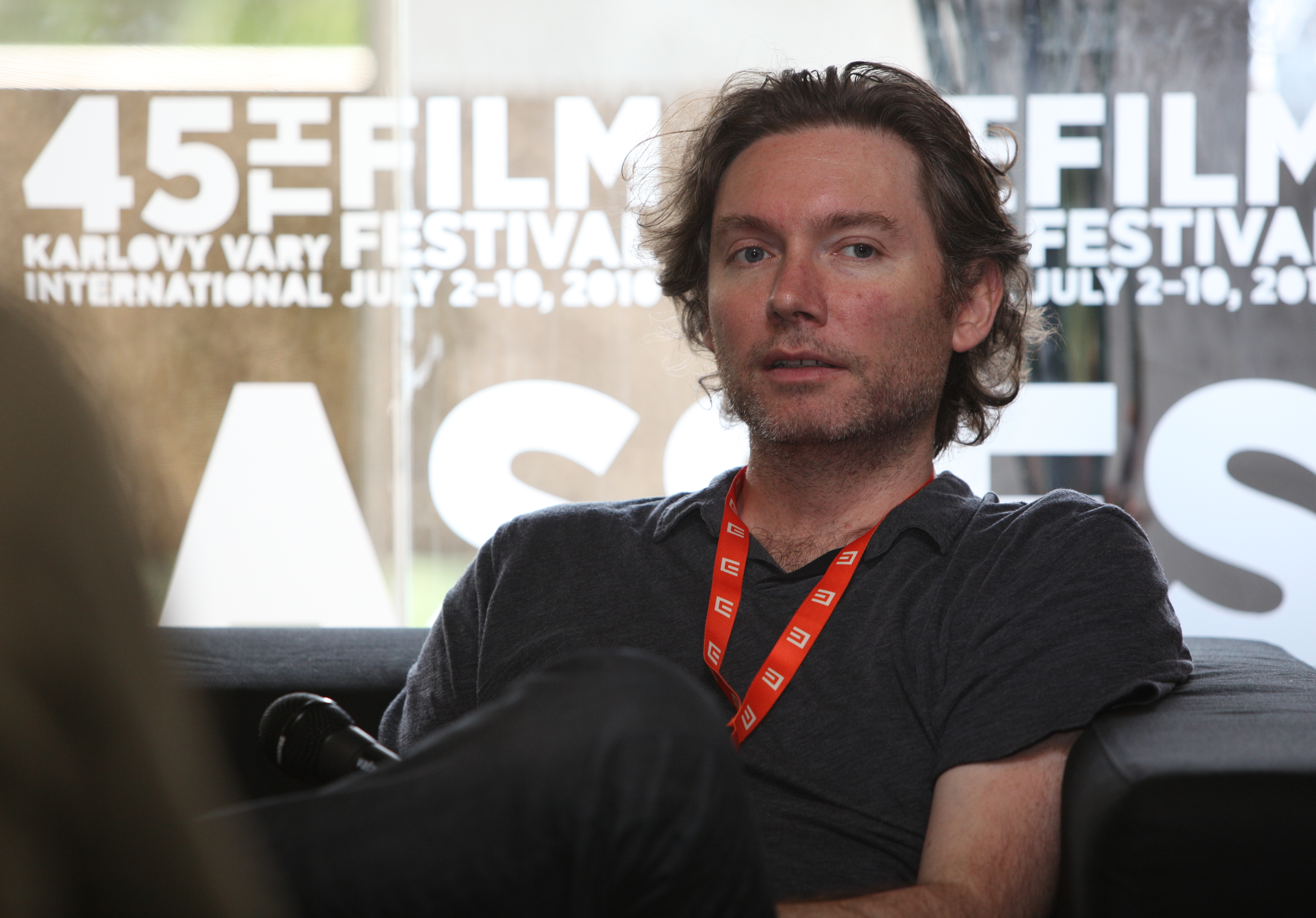

케빈 맥도널드(Kevin Macdonald, 1967년 10월 28일 ~ )는 스코틀랜드의 영화 감독이다.